# Martin C. Herberg
Martin C. Herberg (* 1953) ist ein deutscher Musiker, vorwiegend als Gitarrist, aber auch als Songwriter bekannt. Er ist auch unter dem Pseudonym Mad Carl Horrovitz und den Abkürzungen M.C.H. und M.C. Herberg aktiv.

## Leben
Herberg begann seine musikalische Laufbahn in den 1960er Jahren als Mitglied verschiedener Rockbands. Seinen ersten Solo-Auftritt hatte er im Folkclub Witten von Hildegard Doebner. 1975 entschied er sich für eine Karriere als Berufsmusiker und Solointerpret. Zu jener Zeit arbeitete er dem Flamencogitarristen Manolo Lohnes zusammen. Das erste anderthalbstündige Solo-Konzert gab er Anfang Mai 1975 in der Studio-Bühne in Marburg. Sein Musikstudium (1976–1978) brach er zugunsten seiner Karriere als Berufsmusiker ab.
Seither trat Herberg mit seinem Programm „Total Guitar“ vielerorts in Europa, den Vereinigten Staaten, Kanada und Russland auf. Insgesamt verbucht er mehr als 3.000 Auftritte auf Kleinkunstbühnen, in Kulturzentren und auf Festivals. 2013 trat er seine vierjährige Abschiedstournee an. Die Fachzeitschrift Akustikgitarre nannte ihn einst den „Saitenwundermann“. Der WDR widmete ihm eine Sendung mit dem Titel „On the Road“.
Seine erste LP Eruptionen nahm er 1979 im renommierten Tonstudio von Günter Paulers Label Stockfisch Records im niedersächsischen Northeim auf und verlegte es im Eigenvertrieb 5000 mal. Danach gründete er in seiner Heimatstadt Wuppertal mit Lonesome Loser Records sein eigenes Plattenlabel und veröffentlicht seither vorwiegend dort. Einige Titel aus seinem Debütalbum veröffentlichte er „digitally remastered“ zusammen mit Titeln seines späteren Albums For No One 1993 auf dem Album From The Beginning nochmals. Die 2002 erschienene Doppel-CD Romantic Escapes wurde in der Kirche in Meßdunk und in der Manufaktur Wuppertal aufgenommen.

## Diskografie
Alben
- 1979: Eruptionen (Stockfisch Records)
- 1993: From The Beginning (Lonesome Loser Records)
- 1995: Episodes From Life On The Road (Lonesome Loser Records)
- 1999: Eye-d 29.3 Dreams (Lonesome Loser Records)
- 1996: Rarities Vol. 1 (Lonesome Loser Records)
- 2000: Extraordinary Live – 25 Years Jubilee Edition (Doppel-CD, Lonesome Loser Records)
- 2003: Romantic Escapes (Doppel-CD, Rügen Records)
- 2005: Rarities Vol. 2 – Limited Edition (Doppel-CD, Lonesome Loser Records)
- 2006: True Love & High Adventure (Lonesome Loser Records)
- 2010: As Long As There Is Sound (Doppel-CD/Doppel-LP + Bonus-CD, Lonesome Loser Records)
- 2011: Eye-D: 29.3 Dreams – Remastered Limited Edition (Lonesome Loser Records)
- 2014: Echospheres – Live Solo (Lonesome Loser Records)
- 2016: Missing Peaces (Doppel-CD, Lonesome Loser Records)

DVD

- 2015: Live in Concert (Doppel-DVD, Lonesome Loser Records)

Kompilationen
- 1978: Sentimientos (Livemitschnitt aus dem unterhaus 10.–13. März 1978) (Intercord)
- 1979: Acoustic Guitar Festival (Doppel-LP, Intercord/Xenophon; CD (remastered) 2003, Bell/Xenophon)[5]
- 1997: Prime Cuts (Promo-CD; Heideck Records)[6]
- 2014: Live 99 (CD, Lonesome Loser Records; veröffentlicht anlässlich des Todes des Bluesharpers und Rock’n Roll-Musikers Uwe Roller alias „Rocking Mojo“ (1962–2006) mit Konzertmitschnitten aus dem Erlanger Live-Musikkeller „Strohalm“, wo Herberg 1999 zusammen mit Roller und dem Veranstalter und Wirt der Lokalität Thomas Wullschläger auftrat.[7])

## Auszeichnungen
- Kleinkunstpreis der Stadt Rheine[1]